# 庄司朋乃也
庄司 朋乃也（しょうじ ほのや、1997年10月8日 - ）は、群馬県館林市出身のプロサッカー選手。Jリーグ・ツエーゲン金沢所属。ポジションはディフェンダー。

## 来歴

### クラブ
セレッソ大阪の下部組織出身。U-16からU-21まで日本代表。
群馬県出身で小学校4年次からサッカーを始めた。中学生年代時は埼玉県のクマガヤSCに所属。セレッソ大阪U-18監督であった大熊裕司の目にとまり、複数のJクラブとの競合の末にC大阪のU-18に加入。
2016年、セレッソ大阪のトップチームに昇格（同期は岸本武流）。6月12日、J3第12節のC大阪U-23対カターレ富山戦で斧澤隼輝に代わってプロ入り初出場を果たした。
2017年3月11日、ルヴァンカップ第1節の横浜F・マリノス戦でトップチームデビューを果たした。6月にJ2・ツエーゲン金沢に育成型期限付き移籍で加入。第22節のアビスパ福岡戦で移籍後初先発出場を果たすと、チームの無失点勝利に貢献した。
2018年も期限付き移籍期間を延長し金沢でプレー。同年は出場停止1試合を除く全リーグ戦に先発出場。山本義道と共にセンターバックのコンビを組み、守備の安定をもたらした。
2019年、J1・大分トリニータに期限付き移籍。
2020年、C大阪に復帰。セレッソ大阪の選手としてリーグ戦に初出場した。
2020年10月28日、V・ファーレン長崎に期限付き移籍。
2021年、ツエーゲン金沢へ期限付き移籍。主力として活躍し、35試合に出場、3得点を記録。12月27日、ユースから計9年間在籍したセレッソ大阪からツエーゲン金沢へ完全移籍が発表された。

## 所属クラブ
- 2007年 - 2009年 板倉SC[18]（館林市立第六小学校）
- 2010年 - 2012年 クマガヤSC[18]（館林市立第四中学校[19]）
- 2013年 - 2015年 セレッソ大阪U-18（興國高等学校[19]）
  - 2015年9月 - 同年12月 セレッソ大阪（2種登録選手）
- 2016年 - 2021年  セレッソ大阪
  - 2017年6月 - 2018年  ツエーゲン金沢（育成型期限付き移籍）
  - 2019年  大分トリニータ（期限付き移籍）
  - 2020年10月 - 同年12月  V・ファーレン長崎（期限付き移籍）
  - 2021年  ツエーゲン金沢（期限付き移籍）
- 2022年 -  ツエーゲン金沢

## 個人成績
| 国内大会個人成績 | 国内大会個人成績 | 国内大会個人成績 | 国内大会個人成績 | 国内大会個人成績 | 国内大会個人成績 | 国内大会個人成績 | 国内大会個人成績 | 国内大会個人成績 | 国内大会個人成績 | 国内大会個人成績 | 国内大会個人成績 |
| 年度             | クラブ           | 背番号           | リーグ           | リーグ戦         | リーグ戦         | リーグ杯         | リーグ杯         | オープン杯       | オープン杯       | 期間通算         | 期間通算         |
| 年度             | クラブ           | 背番号           | リーグ           | 出場             | 得点             | 出場             | 得点             | 出場             | 得点             | 出場             | 得点             |
| 日本             | 日本             | 日本             | 日本             | リーグ戦         | リーグ戦         | リーグ杯         | リーグ杯         | 天皇杯           | 天皇杯           | 期間通算         | 期間通算         |
| ---------------- | ---------------- | ---------------- | ---------------- | ---------------- | ---------------- | ---------------- | ---------------- | ---------------- | ---------------- | ---------------- | ---------------- |
| 2016             | C大阪            | 39               | J2               | 0                | 0                | -                | -                | 0                | 0                | 0                | 0                |
| 2017             | C大阪            | 39               | J1               | 0                | 0                | 3                | 0                | -                | -                | 3                | 0                |
| 2017             | 金沢             | 39               | J2               | 22               | 0                | -                | -                | 0                | 0                | 22               | 0                |
| 2018             | 金沢             | 39               | J2               | 41               | 1                | -                | -                | 2                | 0                | 43               | 1                |
| 2019             | 大分             | 39               | J1               | 6                | 0                | 4                | 0                | 2                | 0                | 12               | 0                |
| 2020             | C大阪            | 39               | J1               | 1                | 0                | 2                | 0                | -                | -                | 3                | 0                |
| 2020             | 長崎             | 39               | J2               | 7                | 0                | -                | -                | -                | -                | 7                | 0                |
| 2021             | 金沢             | 39               | J2               | 35               | 3                | -                | -                | 0                | 0                | 35               | 3                |
| 2022             | 金沢             | 39               | J2               | 39               | 4                | -                | -                | 1                | 0                | 40               | 4                |
| 2023             | 金沢             | 39               | J2               | 39               | 2                | -                | -                | 0                | 0                | 39               | 2                |
| 2024             | 金沢             | 39               | J3               | 22               | 2                | 0                | 0                | 1                | 0                | 23               | 2                |
| 2025             | 金沢             | 39               | J3               |                  |                  |                  |                  |                  |                  |                  |                  |
| 通算             | 日本             | 日本             | J1               | 7                | 0                | 9                | 0                | 2                | 0                | 18               | 0                |
| 通算             | 日本             | 日本             | J2               | 183              | 10               | -                | -                | 3                | 0\|\|\|186\|\|10 |                  |                  |
| 通算             | 日本             | 日本             | J3               | 22               | 2                | 0                | 0                | 1                | 0\|\|\|23\|\|2   |                  |                  |
| 総通算           | 総通算           | 総通算           | 総通算           | 212              | 12               | 9                | 0                | 6                | 0                | 227              | 12               |

| 2016   | C大23  | 39     | J3     | 16 | 0 | 16 | 0 |
| 2017   | C大23  | 39     | J3     | 7  | 0 | 7  | 0 |
| 通算   | 日本   | 日本   | J3     | 23 | 0 | 23 | 0 |
| 総通算 | 総通算 | 総通算 | 総通算 | 23 | 0 | 23 | 0 |

- Jリーグ初出場 - 2016年6月12日 J3 第12節 カターレ富山戦（富山県総合運動公園陸上競技場）
- Jリーグ初得点 - 2018年10月7日 J2 第36節 徳島ヴォルティス戦（鳴門・大塚スポーツパークポカリスエットスタジアム）

## タイトル
セレッソ大阪U-18
- 高円宮杯U-18サッカーリーグ プレミアリーグ WEST（2014年）
- 高円宮杯U-18サッカーリーグ チャンピオンシップ（2014年）

セレッソ大阪
- Jリーグカップ2017:1回 (2017年)

## 代表歴
- U-16日本代表
  - チッタディグラディスカ国際大会（2013年）
  - Caspian Cup 2013（2013年）
- U-17日本代表
  - 国際ユースサッカー in 新潟（2014年）
  - サニックス杯国際ユースサッカー大会（2014年）
- U-18日本代表
  - 第27回国際ユースフットボールトーナメント（2015年）
- U-20日本代表
  - M-150カップ（英語版）（2017年）
- U-21日本代表
  - AFC U-23選手権（2018年）